# کریس مک‌کالو
کریس مک‌کالو (انگلیسی: Chris McCullough؛ زادهٔ ۵ فوریهٔ ۱۹۹۵) بازیکن بسکتبال اهل ایالات متحده آمریکا است.
از باشگاه‌هایی که در آن بازی کرده‌است می‌توان به بروکلین نتس اشاره کرد.